# وزیری (رودان)
وزیری، روستایی در دهستان بیکاه بخش بیکاه شهرستان رودان در استان هرمزگان ایران است.

## جمعیت
بر پایه سرشماری عمومی نفوس و مسکن در سال ۱۳۹۵، جمعیت این روستا برابر با ۵۴۷ نفر (۱۴۸ خانوار) بوده‌است.